# Paruresis
Paruresis, blyg blåsa eller blygblåsa är en fobi där den lidande personen inte kan urinera i andras närvaro, till exempel på en offentlig toalett. Tillståndet drabbar vanligtvis män, men det finns även kvinnor som lider av detta. Problemet är inte fysiologiskt utan psykologiskt, och den anses ofta kunna lösas med hjälp av KBT-behandling. Den likartade åkomman som påverkar avföring kallas parcopresis.

## Problematik
Många människor har korta, isolerade episoder med urinsvårigheter när andra människor är i närheten. Paruresis handlar om ett mer systematiskt och begränsande problem kopplat till detta, omkring osäkerhet och otrygghet vid en situation som kan upplevas som utlämnande. Denna livsbegränsande rädsla och dess konsekvenser gör att situationen klassas som en fobi. Detta yttrar sig i att det är svårt att börja eller fortsätta urinera. Vid urinering behöver slutmuskeln i urinrörets mynning öppnas, och detta kan vara svårt för dessa individer i potentiellt otrygga situationer där de känner psykisk press. Ibland kan själva tanken på att andra skulle kunna vara närvarande "blockera" den nödvändiga muskelavslappningen.
Somliga människor upptäcker att de inte kan urinera i rörliga fordon, eller att de är fixerade av urineringens ljud på tysta toaletter eller i bostaden. I svåra fall kan en person med paruresis endast urinera när han eller hon är ensam hemma eller genom kateterisering.
Trots att de flesta drabbade rapporterar att de utvecklat fobin i tonåren, kan den angripa alla åldrar. På grund av de olika svårighetsgraderna från person till person är vissa människors första upplevelse med problemet när det "låser sig" i försöket att ta fram ett prov för ett drogtest. Blockerande paruresis kan i sådana situationer betecknas som ett funktionshinder. Många kvinnor är omedvetna om att även de är utsatta för paruresis; artiklar om kvinnor och urinering lyfter fram andra dysfunktioner, såsom inkontinens eller att man urinerar ofta.
Vid envisa försök att försöka urinera i samband med paruresis kan istället det sympatiska nervsystemet aktiveras och försvåra låsningen. Då slappnar blåsmuskeln av, vilket direkt leder till att urinrörets slutmuskel drar ihop sig.
Somliga människor med paruresis klarar av att avsiktligt hålla sig, avstå från att få i sig vätska eller lokalisera obesatta offentliga toaletter.

## Utbredning
Forskningen kring paruresis har inte en lång historia, och vanligheten i befolkningen är inte helt utredd. Vid en svensk undersökning 1999 kring folks obehag i olika sociala situationer, rapporterades att 11 procent ansåg att det var obehagligt att använda allmänna toaletter. Enligt forskning från USA var det cirka 7 procent som var påverkade av "blyg blåsa".
Problem med paruresis anses vanligare bland män än bland kvinnor.

## Behandling
En lösning kan vara att hålla andan i minst 45 sekunder. Då höjs koldioxidhalten i blodet och musklerna kan inte spänna sig lika hårt. Behandling av problemet med kognitiv beteendeterapi anses vara relativt enkelt, och 85–90 procent blir av med problemet.